# Piotr Wyszomirski

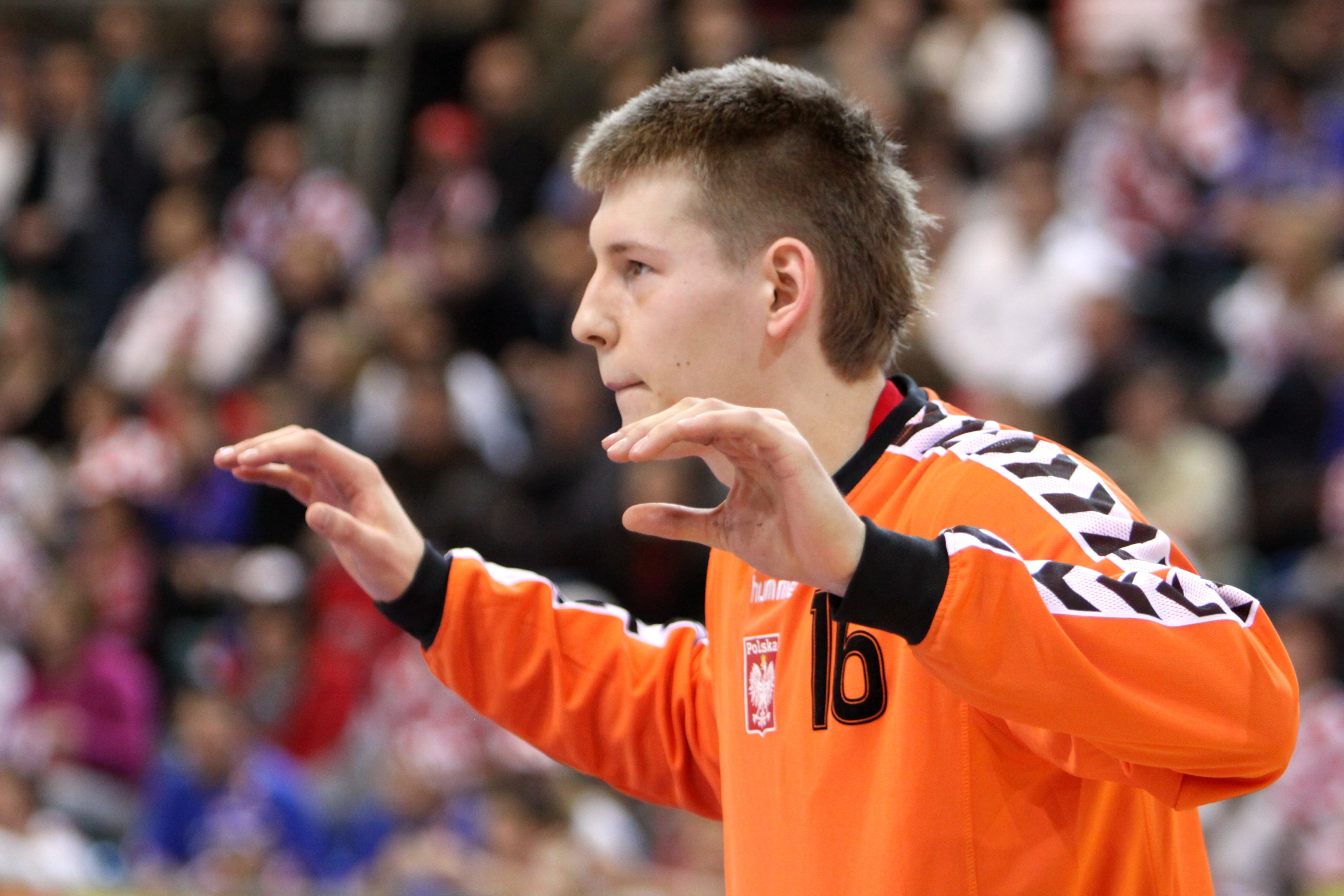
Piotr Wyszomirski (2010)

Piotr Wyszomirski (* 6. Januar 1988 in Warschau) ist ein polnischer Handballtorwart.
Der 1,94 Meter große und 95 Kilogramm schwere Torhüter spielte anfangs bei den polnischen Vereinen KS Azoty-Puławy und SMS Gdańsk. Ab 2012 stand er bei Csurgói KK in Ungarn unter Vertrag. Zur Saison 2014/15 wechselte er zu Pick Szeged. Zur Saison 2016/17 wechselte Piotr Wyszomirski zum TBV Lemgo. Ab der Saison 2020/2021 lief Wyszomirski für den ungarischen Verein Tatabánya KC auf. Seit dem Sommer 2022 steht er beim polnischen Erstligisten Górnik Zabrze unter Vertrag.
Piotr Wyszomirski steht im Aufgebot der polnischen Nationalmannschaft, so für die Handball-Europameisterschaft 2010, 2014 und 2016. Weiterhin nahm er an den Olympischen Spielen 2016 in Rio de Janeiro teil. Wyszomirski bestritt bislang 134 Länderspiele, in denen er drei Treffer erzielte (Stand: 15. Januar 2021).